# Fernando Egozcue
Fernando Egozcue Folgueras (Buenos Aires, 23 de junio de 1959) es un compositor, director y guitarrista argentino. 

## Biografía
Fernando Pablo Egozcue Folgueras nació en Buenos Aires (Argentina). Hijo de Carlos María Egozcue, abogado, y de Beatriz Folgueras, profesora de francés, comienza muy temprano sus estudios de guitarra; con sólo 5 años asiste a las clases de la profesora Blanca de Solari en su barrio de Nuñez bajo la atenta mirada de su madre, pilar fundamental en su formación. Durante estos primeros años compaginó música y escuela, hasta que a los 13 años comienza a descubrir junto con los amigos de su barrio de Nuñez el placer de improvisar, pasando las tardes de su primera adolescencia creando atmósferas musicales en grupo, lo que definitivamente le llevará a definirse como músico desde muy temprana edad. A los 12 años ingresa en grado medio en el conservatorio municipal de música de Buenos Aires, donde estudia armonía con Carlos Guastavino, célebre compositor argentino, y termina sus estudios en el Conservatorio Nacional de Música de Buenos Aires, obteniendo en 1979 el título de Profesor Nacional de Música, especialidad en Guitarra, en la cátedra de Horacio Ceballos.
Durante dos años consecutivos, 1978 y 1979, obtuvo una beca del gobierno de Brasil para participar en el X y XI Seminario Internacional de Guitarra en la ciudad de Porto Alegre, donde tuvo la oportunidad de estudiar guitarra con Abel Carlevaro, Álvaro Pierri, Miguel Ángel Girolet y música contemporánea junto con el compositor Francis Schwartz.
En su adolescencia estudia composición con Luis María Corallini y guitarra con Nelly Menotti. Más tarde se forma en contrapunto y composición con Guillermo Graetzer, alumno de Paul Hindemith así como en jazz con el maestro Greg Hopking, profesor de la Berklee College of Music de Boston en Buenos Aires, y ya en 1983 edita su primer álbum con composiciones propias, “Música de la ciudad de Nuevos Aires” junto al grupo Nuevos aires, disco grabado por el músico argentino Lito Vitale. 
En febrero de 1984 Fernando Egozcue le entrega este disco (en formato casete) a uno de los más grandes compositores argentinos de la historia, Astor Piazzolla, a la salida de un multitudinario concierto del Quinteto de Piazzolla en las barrancas de Belgrano de Buenos Aires. Sin ninguna relación previa ni contacto Egozcue se asoma dentro del coche de Piazzolla, cuando se iba, para ofrecerle su disco. Tuvo que pasar un año y en febrero de 1985 el mánager de Astor, Atilio Talín, llama al teléfono que aparece en el casete para decir que a Astor le había gustado mucho la música y que los quería conocer. Semanas después, tomando un café en la casa de Astor Piazzolla y mientras escuchan el tema de Egozcue "Viejos aires", los elogia y les regala el original de su composición 500 Motivaciones para que "hagan ustedes lo que quieran..." Este suceso fue determinante en la vida profesional de Fernando Egozcue.
Desde 1979 hasta 1991 desarrolla su actividad de compositor y guitarrista junto al grupo Nuevos aires con el que graba 3 discos, el ya mencionado, "Nuevos aires" y  "De este lado del mundo".
En 1992 se trasladó a España, donde reside en la actualidad. Allí continuó sus estudios musicales, obteniendo en 1996 el Título Superior de Guitarra en el Conservatorio Superior de Música de San Lorenzo de El Escorial (Madrid).
La obra de Egozcue incluye composiciones para guitarra solista, distintas formaciones de cámara, Orquesta de cuerdas como su “Concierto para guitarra y orquesta de cuerdas", interpretado por la Orquesta de Cámara Andrés Segovia, bajo la dirección de José Luis Novo, que se estrenó en 2003 en el Auditorio Nacional de Música de Madrid; obras y arreglos sinfónicos como el espectáculo "Mano a mano" del tenor José Manuel Zapata dirigido por Joan Albert Amargós estrenado el 21 de junio de 2011 por la Orquesta Sinfónica del Principado de Asturias en el Auditorio Palacio de Congresos Príncipe Felipe de Oviedo.
En 2014 compone para Orquesta Sinfónica, guitarra, percusión y piano la obra Alento por encargo del Ballet Nacional de España, con coreografía de su director, Antonio Najarro. Grabada por la ORCAM, Orquesta Sinfónica de la Comunidad de Madrid en diciembre de 2014 bajo la dirección de Joan Albert Amargós, estrenada en el Teatro de la Zarzuela de Madrid en junio de 2015.
Además de su actividad como compositor, Egozcue ha participado en el ámbito académico como profesor de música y director de la escuela municipal de música de Coslada (Madrid) desde 1997 hasta 2005. Y ha sido jurado en el XVIII Certamen de Coreografía de Danza Española y Flamenco que se celebró en los Teatros del Canal de Madrid en el año 2009.
A lo largo de su trayectoria ha recibido numerosos reconocimientos y premios. Ya en 1979 obtuvo el primer premio en el Concurso Nacional de Guitarra de San Lorenzo (Argentina). También ha sido seleccionado finalista en la XII Edición de los Premios de la Música que otorga la Academia de la Música, en 2008, en la categoría “Mejor Intérprete de Música Clásica”, junto al violinista Ara Malikian, por su disco Lejos y en 2010 fue finalista en la XIII Edición de los Premios Max de las Artes Escénicas, que otorga la Sociedad General de Autores y Editores (SGAE) y la Fundación Autor, en la categoría “Mejor composición musical para espectáculo escénico”, por la música original del espectáculo Jazzing Flamenco.

Egozcue trabaja fundamentalmente el directo de sus composiciones y sus distintas formaciones y espectáculos se han presentado en teatros y festivales de todo el mundo. Así, en España ha actuado en el Teatro Liceo de Barcelona, el Palacio de las Artes Reina Sofía de Valencia, Teatro Albéniz de Madrid, Teatro Real de Madrid, Auditorio Nacional de Música de Madrid, Patio de Conde Duque de Madrid (dentro de los ciclos “Veranos de la Villa”), en el Templo de Debod, etc. En el extranjero, ha llevado su música por los cinco continentes, participando en los festivales Wexford Festival Opera (Irlanda), Columbia Festival en Maryland (Estados Unidos), Ann Arbor Festival en Míchigan (Estados Unidos), Florida International Festival (Estados Unidos), Quebec Summer Festival (Estados Unidos), Is Sanat Festival en Estambul (Turquía), Festival International de Jazz de Montreal (Canadá), el National Arts Center en Ottawa (Canadá), Memorial Auditorium Stanford University en California (Estados Unidos), Opernhaus Düsseldorf (Alemania) y Al Bustal Festival en Beirut (Líbano). Y ha realizado giras por Argentina, México, Estados Unidos, Canadá, España, Francia, Italia, Alemania, Suiza, Noruega, Irlanda, Mónaco, Rumanía, Bulgaria, Grecia, Turquía, Bahreim, Chipre, Omán, Isla de la Reunión, Jordania, Líbano, Marruecos, China, República Dominicana y Japón.  

Fernando Egozcue es autor de un estilo musical propio, consecuencia de su formación clásica y la influencia de diferentes músicas de raíz contemporánea, que le han consolidado como compositor e intérprete.

## Formaciones
En 1979 comienza su carrera como concertista formando el dúo Moldavsky-Egozcue, junto con el guitarrista Sergio Moldavsky, realizando innumerables conciertos en su país natal, Argentina.
Paralelamente forma junto al pianista Claudio Méndez la agrupación musical Nuevos Aires, de la que fue compositor y guitarrista hasta el año 1991. Es a este grupo al que, en 1985, el compositor y bandoneonísta Astor Piazzolla regaló su tema inédito “500 Motivaciones”. Tema que fue estrenado por Nuevos Aires ese mismo año en el Teatro San Martín (Buenos Aires) en ocasión del nombramiento como Ciudadano Ilustre del maestro Piazzolla. 

Participan en Nuevos aires los músicos: Fernando Suárez Paz y Quique Condomí: violín; Néstor Marconi y Daniel Binelli: bandoneón; Julián Vat, Pablo Rodríguez y Marcelo Moguilevsky: saxo y flauta; Richard Nant: trompeta; Andy Aegerter, Eduardo Vaillant, Pablo Méndez y Daniel Piazzolla: percusión; Sergio Blostein y Pablo Sánchez: bajo.
En 1992 se traslada a España, donde inicia junto a Ezequiel Lezama y Oscar Grossi uno de sus mayores proyectos, el septeto Ensamble Nuevo Tango (ENT), con el que trabaja hasta el año 2010 como compositor, arreglista y guitarrista. Es en 1998 cuando conoce al violinista Ara Malikian, con quien comienza a tocar junto con el ENT. De su colaboración surge finalmente la formación Ara Malikian / Fernando Egozcue Quinteto, con la que trabaja hasta 2016 y de la que Egozcue es compositor y guitarrista. Completan la formación Miguel Rodrigáñez (contrabajo), Martin Bruhn (percusión) y Moisés Sánchez (piano) 

En 2011 inicia un nuevo proyecto musical incluyendo el bandoneón en su formación, instrumento típico de Argentina, con el cual graba a quinteto el CD "Dale" junto con el bandoneonista argentino Matías Rubino, Miguel Rodrigáñez (contrabajo), Martin Bruhn (batería) y Juan Pérez de Albéniz (violonchelo). Proyecto que presenta durante el 2012.

Desde 2012 trabaja a dúo con el violinista Ara Malikian en los espectáculos "Lejos" y "Con los ojos cerrados" 
En 2013 crea junto al actor, autor y director teatral Alberto San Juan el espectáculo de música y poesía "Todo dice que sí", basado en la poesía española del siglo XX con composiciones originales de Egozcue. En 2016 estrenan su nueva obra "España ingobernable". En 2019 "Polvo enamorado" con textos y poesías del siglo de oro español y en 2020 "Mucho más que dos" en homenaje a los 100 años del nacimiento del escritor uruguayo Mario Benedetti. En 2021 estrenan el nuevo espectáculo "Amar", con el que graban un disco en directo en el Teatro del barrio de Madrid.
En 2015 crea una nueva formación junto a Martín Bruhn (percusión) y Toño Miguel (contrabajo) basada en la guitarra como solista: Fernando Egozcue Trío.
En 2015 comienza un nuevo proyecto con el guitarrista flamenco José Luis Montón a dúo de guitarras, con quien graba el CD "Lo nuestro".
En este espectáculo participan el bailaor Mariano Cruceta y la pareja de baile de tango compuesta por Mariano Otero y Alejandra Heredia.
En 2016 estrena el espectáculo "Viejos aires" para guitarra, bandoneón y Orquesta sinfónica con composiciones propias y sus arreglos de las 4 estaciones porteñas de Astor Piazzolla.
En 2017 crea el grupo Fernando Egozcue Ensamble, septeto de cámara del cual es compositor y guitarrista, que lleva la tradición de su estilo musical con la variedad y densidad que la instrumentación requiere: Laura Pedreira (piano), Claudio Constantini (bandoneón), Thomas Potirón (violín), Sergio Menem (violonchelo), Miguel Rodrigáñez (contrabajo) y Martín Bruhn (percusión).
En 2019 estrena el concierto "Para ti, para vos" junto al saxofonista y flautista Jorge Pardo en una formación a Cuarteto: saxo / flauta, piano / percusión, contrabajo y guitarra.
En 2020 graba con el pianista y multinstrumentista Fred Thomas obras de Bach, Couperin y composiciones propias a dúo de piano y guitarra.
En 2021 compone la música del espectáculo "Youme" de la compañía francesa de danza Wang Ramírez.
En 2022 crea el espectáculo "Américalatida" junto al violinista francés Thomas Potiron.
En 2025 estrena junto al actor Fernando Gil el espectáculo "De acero inolvidable".
Sus composiciones "Agua y vino" y "Viejos aires" son utilizadas como tema central del espectáculo "Midnight Tango", éxito teatral en el Reino Unido entre los años 2011 y 2014, con las estrellas del programa Strictly Come Dancing de la BBC, Vincent Simone y Flavia Cacace, y producido por Arlene Phillips y Adam Spiegel. 
También destacan sus trabajos dentro de su carrera en solitario. Ha grabado los discos “Tango en silencio”, “Solo” y "Solo Tango" que ha sido su último proyecto en solitario hasta el momento. Ya en los años 80 colaboró como solista de la orquesta de cámara Los Solistas de Buenos Aires, dirigida por Alberto Epelbaum y 1996 fue solista en el espectáculo “Poemas de García Lorca” junto a la actriz Carmen de la Maza. En 2005 colabora con el cuarteto de cuerdas Sartory Cámara, dirigido por Víctor Ambroa interpretando los Quintetos de Boccherini.

Por último, Fernando Egozcue ha sido arreglista y director musical de la música de diversos espectáculos que interpreta en directo; entre otros, del espectáculo del Nuevo Ballet Español “Alma” o del espectáculo “Mano a mano”, junto al tenor José Manuel Zapata y la cantante Pasión Vega, estrenado en el Teatro Real con gran éxito de críticas. De este espectáculo se editó un CD, “Tango y Lágrimas”, que se grabó con la colaboración de los cantaores Miguel Poveda, José Mercé, Rocío Márquez y el bandoneonista  Juan José Mosalini. Además, en 2009 fue el arreglista de la Suite Iberia de Isaac Albéniz para grupo de cámara, dentro del espectáculo “Subiendo al Sur/Albéniz” de la Compañía Ibérica de Danza, dirigida por Manuel Segovia (Premio Nacional de Danza de 2001) y coreografiada por Carlos Chamorro. A su vez, en 2009 ha sido el arreglista y director musical del espectáculo Tango y lágrimas, junto al tenor José Manuel Zapata, el cantaor flamenco José Mercé y la cantante ligera Marta Sánchez, estrenado el 9 de noviembre en el teatro Liceo de Barcelona.

## Discografía
- Música de la ciudad de Nuevos Aires (1983), con Nuevos aires.
- Nuevos Aires (1989), con Nuevos aires.
- De este lado del mundo (1991), con Nuevos aires.
- Tango en silencio (1997), solista con músicos invitados.
- Solo (2006), guitarra solista.
- Solo tango (2006), guitarra solista.
- 500 Motivaciones (2001), con Ensamble Nuevo Tango.
- Tango directo (2003), con Ensamble Nuevo Tango.
- Lejos (2007), con Ara Malikian Quinteto.
- Con los ojos cerrados (2011), con Ara Malikian Quinteto.
- Dale (2012), Quinteto.
- Lo nuestro (2015), con José Luis Montón.
- España ingobernable (2018), con Alberto San Juan.
- La vida va (2018), guitarra solista y Trío.
- Entre nosotros (2021), guitarra y piano con Fred Thomas.
- Amar (2022), con Alberto San Juan.
- Libre (2023), con Fernando Egozcue Ensamble.
- Concierto en directo (2023), con Fernando Egozcue Quinteto.

## Bandas sonoras
Ha compuesto la banda sonora de la película “Los pasos perdidos” de Manane Rodríguez (2001). Además, ha participado como intérprete en la grabación de las bandas sonoras de las siguientes películas: “Flop” de Eduardo Mignona, junto a la cantante de tangos Adriana Varela (1990), “Todo sobre mi madre” de Pedro Almodóvar (1999), “La lengua de las mariposas” de José Luis Cuerda (1999) y “Manolito Gafotas” de Miguel Albaladejo (1999), entre otras. 

También ha compuesto la música de las siguientes obras de teatro: “Pavlovsky con Nuevos Aires” de Ángel Pavlovsky (1986), “Vida y muerte de Pier Paolo Pasolini” de Michel Azama. dirigida por Roberto Cerdá (2003), “En tierra de nadie” de Danis Tanovic, dirigida por Roberto Cerdá (2004), “Lágrimas de cera” de Roberto Cerdá (2004), “Pared” de Itziar Pascual, dirigida por Roberto Cerdá (2006) y "La nieta del dictador" (2013) de David Desola. En 2022 compone la música de la función teatral "Lectura fácil", basada en el libro de Cristina Morales, adaptada y dirigida por Alberto San Juan.

Además, Egozcue es el compositor de la música de diversos espectáculos para danza, donde tocan sus formaciones en directo. Es el caso del espectáculo “Tango Flamenco” (2002) de la Compañía de Danza de Antonio Najarro, actual director del Ballet Nacional de España, cuya música es interpretada por el Ensamble Nuevo Tango; y el espectáculo “Jazzing Flamenco” (2008), de la misma compañía, cuya música es interpretada en directo por su formación Fernando Egozcue Quinteto.

Compone su obra "Danza" para las compañías de danza residentes en la Comunidad de Madrid María Pagés, Ibérica de Danza, Antonio Márquez, Nuevo Ballet Español y Larumbe Danza, que se presentó en la Gala de presentación de la temporada teatral de la Comunidad de Madrid de 2006 en el Teatro Nuevo Alcalá.

Por último, su música ha sido utilizada en diversas ocasiones. Así, su composición Lejos fue coreografiada por la Compañía Larumbe-Danza en su espectáculo “Azul” y por la Compañía de Danza La Truco en su espectáculo “Remembranzas”, que también utilizó el tema Tango en silencio. Por otro lado, su composición Viejos Aires se coreografió en la serie de televisión española “Un paso adelante”, así como por el bailarín Rafael Amargo, en la Gala de los Inocentes de la cadena de televisión Telecinco de 2004 y en su espectáculo "A tres bandas"; el mismo tema ha utilizado el campeón de Estados Unidos de patinaje artístico de 2009 y 2010 Jeremy Abbott, para sus exhibiciones y concursos. Lo mismo sucede con su composición Carne Cruda, que en 2007 fue coreografiada por el dos veces campeón del mundo de patinaje artístico de 2005 y 2006 Stephane Lambiel. En 2009 su composición Agua y Vino es estrenada en el Auditorio Nacional de Música de Madrid por el violinista Ara Malikian y el pianista Daniel del Pino; esta composición está incluida en el CD “Minds”, grabado en ese mismo año por estos artistas. En 2010 sus composiciones Viejos Aires y Brasil Sacrificado han sido utilizadas por la Compañía de Danza Carmen Mota. Y en los Juegos Olímpicos de Londres 2012 la gimnasta española Carolina Rodríguez utilizó la composición "Lejos" para su actuación en la final de gimnasia rítmica.
Su composición "Lejos" también es utilizada por el dúo acrobático ucraniano "Paradise" en sus actuaciones por todo el mundo.
En 2016 el grupo alemán Dispar Trío graba su obra "viejos aires" adaptada por Egozcue para trompa, tuba y piano.

## Críticas
EL PAÍS

8 de enero de 2014
"El argentino aporta sus ya célebres (y celebradas) partituras, intersecciones perfectas entre el nuevo tango y el jazz contemporáneo para guitarra"
"Egozcue siempre ha hermanado en su escritura a Astor Piazzolla y Ralph Towner, músicos amigos de las fugas, los compases irregulares y las frases diabólicas, y en alguna composición más reciente (‘Rumba’) se lanza en tromba a las disonancias y los semitonos como un temerario Bernard Herrmann. El material es excelente."
EL PAÍS

30 de agosto de 2011.- Fernando Neira

“Difícil resistirse al embrujo de una música compleja y virtuosa, pero accesible en diversas lecturas, desde las más sesudas a las desprejuiciadas. Porque hay mucha música, y no pocas veces endiablada, en las composiciones de Egozcue, pero también la permanente sensación de que cualquier aficionado atento podrá desentrañarlas en alguna medida”.

“solventa pasajes dificilísimos con un toque angelical”

“pocos guitarristas tocan y componen hoy en esta ciudad como él”

“el reciente nuevo disco del quinteto, Con los ojos cerrados, deja entrever otras líneas creativas de Egozcue, como esa maravillosa chifladura rítmica titulada Rumba”

EL PAÍS

16 de febrero de 2011.- Fernando Neira

"El guitarrista porteño sigue abonado a las coordenadas estilísticas que ya cultivó en Ensamble Nuevo Tango: la argentinidad revolucionaria de Piazzolla y el jazz melódico contemporáneo de Pat Metheny o, mejor aún, Ralph Towner con Oregon."

Envibop

12 de diciembre de 2008

“Si hacemos un símil con la arquitectura, la música de Fernando Egozcue sería como una construcción soñada y propia que sólo puede existir en los mejores cómics o en los imposibles decorados de las películas fantásticas. Sin embargo, al ser música, existe y es tan real como comprometida. En estos tiempos donde abundan fusiones impostadas con propósitos sólo comerciales y tanta música relajante para aliviar la espera de la sala del dentista o del aeropuerto es emocionante escuchar tanta pasión y corporeidad. Si nos pusieran una pistola en la sien, obligándonos a definirla exclusivamente con un solo adjetivo, diríamos que la música de Egozcue es particularmente intensa. Oímos en ella muchos ecos, tanto de otras músicas transversales en el tiempo, como de la música clásica europea. Y el resultado es algo nuevo y desconcertante, que no admite vivisección”.

Ophelia- Revista de arte

12 de octubre de 2008

“lo que sí pudimos comprobar es que la música que compone Egozcue se pega a la piel como si fuera lluvia”.

EL PAÍS

24 de mayo de 2006.- Carlos Galilea

“La escritura de Egozcue en obras como Ruegos y preguntas o Manu tiene reminiscencias de consort inglés, del grupo Oregon, Pat Metheny o Río de Janeiro. Un auténtico lujo para Madrid.”

EL PAÍS

20 de enero de 2005.- Fernando Neira

“Egozcue, con su guitarra descascarillada por los golpes de la pasión, va gimiendo cada nota como un Keith Jarret bonaerense.” 

ABC

8 de septiembre de 2002

“La dinámica es excepcional en las composiciones de Fernando Egozcue: Ruegos y preguntas, y Tango en silencio.”

EL MUNDO

18 de julio de 2002

“La música de Fernando Egozcue. Ritmos melódicos, armonía y elegancia en estado puro.” 

EL PAÍS

13 de enero de 2001.- Carlos Galilea

“Se presentaron con “Ser dos”, una obra refinada, de arreglo camerístico europeo y pulsión rítmica afroamericana, que firma el guitarrista Fernando Egozcue. Y siguieron con otra pieza de Egozcue dramáticamente cinematográfica: Tango en silencio. Un tango contemporáneo al que se añaden elementos musicales perceptibles en grupos como los de Path Metheny, Paul Winter o Ralph Towner. De alto vuelo.”

El País de las Tentaciones

Noviembre de 2000

“Las composiciones del guitarrista Fernando Egozcue, en particular la extraordinaria Tango en silencio, llevan la pasión en las venas.”

Nuevas Músicas del Mundo

1998.- Rafael Beltrán

“Ya me había hablado de un anterior trabajo de este músico mi amigo Alvaro Fernández, concretamente de “Danza”, al que el inferior calificativo que le otorgaba era el de “estupendo”, y sinceramente, pensé; probablemente no sea para tanto…craso error el mío, aún a pesar de no haber aún tenido la oportunidad de oír “Danza”, con este “Tango en Silencio” me ha bastado, para que también yo, en silencio, pueda vivir más cerca de la pureza cada vez que lo pongo y repongo. Y ahí, precisamente ahí, es donde me he dado cuenta de mi adicción. Para ser del todo honesto, tengo que reconocer que si tuviera obligatoriamente que votar los cinco mejores trabajos del 97, éste de seguro estaría entre uno de ellos y además en un lugar preferente.”

El Clarín (Buenos Aires)

Septiembre de 1991.- Mariano del Mazo

“El presente es ese escenario, con el grupo atropellando como una locomotora bajo el comando de la guitarra de Fernando Egozcue. Una guitarra incansable, desaforada.”

Diario La Razón (Buenos Aires)

12 de septiembre de 1991.- Amadeo Lucas

“…Fernando Egozcue, un músico que pone creatividad, pasión y sentimiento en cada nota que toca…”